# Жетыколь
Жетыколь — бессточное солёное озеро, расположенное в Светлинском районе Оренбургской области Российской Федерации, вблизи границы с Казахстаном. Название озера переводится с казахского языка как «семь озёр».
Озеро лежит на юго-востоке Светлинского района в одной из крупнейших озерных котловин, площадью около 12 000 га. В Оренбургской области это второе по величине озеро, больше него только Шалкар-Ега-Кара. Котловина озера окружена холмами. Водная поверхность озера составляет около 4000 га. Берег на северо-востоке озера размыт и занижен из-за глубокого оврага. Глубина озера 1-1,5 м.
На берегу озера находится посёлок Озерный, административный центр Озерного сельсовета Светлинского района. Озеро Жетыколь отнесено к озерным заказникам как места гнездований и отдыха водоплавающей птицы в период пролёта.